# Ільваїт

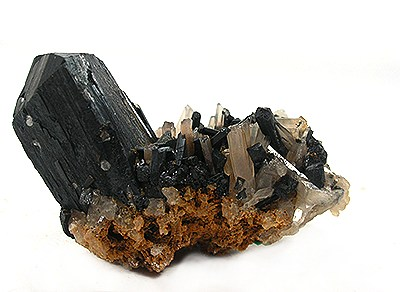
Ільваїт

Ільваїт (рос. ильваит; англ. ilvaite; нім. Ilvait m) — силікат кальцію і заліза острівної будови.

## Загальний опис
Хімічна формула: Ca(Fe2+)2Fe3+[OH|O|Si2O7].
Склад у %: CaO — 13,69; FeO — 35,20; Fe2O3 — 19,55; SiO2 — 29,36; H2O — 2,20. Домішки: MnO.
Гомеотипний з лавсонітом.
Сингонія ромбічна, ромбо-дипірамідальний вид.
Кристали призматичні з вертикальною штриховкою, також стовпчасті або суцільні агрегати.
Спайність ясна.
Густина 3,8-4,1.
Твердість — 6-6,5.
Колір чорний з буруватим або зеленуватим відтінком.
Риса бурувато-чорна або сіра.
Блиск напівметалічний жирний. Двозаломлення сильне.
Зустрічається у контаково-метасоматичних родовищах заліза переважно в зоні скарнів разом з ґранатами, геденбергітом, магнетитом, сульфідами заліза, міді та ін. Рідкісний.